# Куцин, Михаил Николаевич
Михаил Николаевич Куцин (укр. Михайло Миколайович Куцин; род. 15 августа 1957, село Свобода, Закарпатская область, УССР, СССР) — украинский военачальник, генерал-лейтенант. Начальник Генерального штаба — Главнокомандующий Вооружёнными силами Украины (27 февраля — 3 июля 2014). Был контужен и снят со всех постов 3 июля 2014 года.

## Биография
Михаил Николаевич Куцин родился в 1957 году в селе Свобода Береговского района Закарпатской области УССР.

### Военная служба в СССР
В 1978 году окончил Благовещенское высшее танковое командное училище. Офицерскую службу начал в должности командира танкового взвода Группы советских войск в Германии.
Далее, в 1980—1987 годах — командир взвода, командир роты курсантов Харьковского высшего танкового командного училища.
В 1990 году окончил Военную академию бронетанковых войск в Москве.
С 1990 по 1992 занимал должности заместителя командира, командира танкового батальона, заместителя начальника штаба танкового полка Белорусского военного округа.

### Военная служба на Украине
В Вооружённых Силах Украины с декабря 1992 года.
В 1992—1996 годах проходил службу на должностях начальника штаба и командира полка Прикарпатского военного округа Сухопутных войск ВС Украины.
С 1996 по 1999 год — начальник штаба, командир 24-й механизированной дивизии Западного оперативного командования.
В 2001 году окончил факультет подготовки специалистов оперативно-стратегического уровня Национальной академии обороны Украины.
С 2001 по 2004 год — на должностях начальника штаба, командующего 13-м армейским корпусом Западного оперативного командования.
С 2004 года — первый заместитель командующего, далее, с 20 июля того же года до 2010 — командующий войсками Западного оперативного командования. Генерал-лейтенант запаса.
Заместитель Министра обороны Украины (на тот момент — Михаила Ежеля) (Распоряжение Кабинета Министров Украины от 31 марта 2010).
Указом и. о. Президента Украины Александра Турчинова № 172/2014 от 28 февраля 2014 назначен начальником Генерального штаба — Главнокомандующим Вооружённых Сил Украины (вместо Юрия Ильина); временно исполняющим обязанности командующего Западного ОК стал генерал-майор Виктор Ганущак, ранее возглавлявший управление Восточного территориального командования внутренних войск.
2 июля 2014 года, когда находился в зоне боевых действий на Украине, получил контузию, из-за чего больше не смог исполнять свои обязанности. 3 июля президент Пётр Порошенко назначил начальником генерального штаба Украины Виктора Муженко.

## Награды
- орден Богдана Хмельницкого ІІ-й[4] и ІІІ-й[5] степени
- орден «За заслуги» III степени[6]
- медаль «За боевые заслуги»
- Медаль «За военную службу Украине»
- Медаль «За безупречную службу» І-й, ІІ-й и ІІІ-й степен,
- другие медали и знаки отличия Министерства обороны Украины

## Семья
Женат, две дочки.